# Campeonato Mundial de Fórmula 1 de 1974
A Temporada de Fórmula 1 de 1974 foi a 25ª realizada pela FIA. Teve como campeão o brasileiro Emerson Fittipaldi, da equipe McLaren, sendo vice-campeão o suíço Clay Regazzoni da Ferrari.
Essa temporada, os carros foram elencados com números fixos com base na temporada de 1973. A numeração só mudaria quando o time tivesse o piloto campeão, passando a usar os carros 1 e 2, trocando de números com a escuderia do competidor vencedor do ano anterior. Nesse período, com a variação de campeões, pilotos e equipes acabavam trocando de número com constância.

## Pilotos e Construtores[2]
| Campeão               | Vice-campeão               | 3º Lugar         |
|                       |                            |                  |
| Emerson Fittipaldi    | Clay Regazzoni             | Jody Scheckter   |
| Marlboro Team McLaren | Scuderia Ferrari SpA SEFAC | Elf Team Tyrrell |

| Equipe                             | Construtor   | Chassis | Motor                    | Pneus | No  | Piloto                | Rodadas          |
| ---------------------------------- | ------------ | ------- | ------------------------ | ----- | --- | --------------------- | ---------------- |
| John Player Team Lotus             | Lotus        | 72E     | Ford Cosworth DFV 3.0 V8 | G     | 1   | Ronnie Peterson       | 1-2, 6-10, 12-15 |
| John Player Team Lotus             | Lotus        | 72E     | Ford Cosworth DFV 3.0 V8 | G     | 2   | Jacky Ickx            | 1-2, 6-11, 14-15 |
| John Player Team Lotus             | Lotus        | 76      | Ford Cosworth DFV 3.0 V8 | G     | 1   | Ronnie Peterson       | 3-5, 11          |
| John Player Team Lotus             | Lotus        | 76      | Ford Cosworth DFV 3.0 V8 | G     | 2   | Jacky Ickx            | 3-5, 12-13       |
| John Player Team Lotus             | Lotus        | 76      | Ford Cosworth DFV 3.0 V8 | G     | 31  | Tim Schenken          | 15               |
| Elf Team Tyrrell                   | Tyrrell      | 005     | Ford Cosworth DFV 3.0 V8 | G     | 4   | Patrick Depailler     | 1-3              |
| Elf Team Tyrrell                   | Tyrrell      | 006     | Ford Cosworth DFV 3.0 V8 | G     | 3   | Jody Scheckter        | 1-3              |
| Elf Team Tyrrell                   | Tyrrell      | 006     | Ford Cosworth DFV 3.0 V8 | G     | 4   | Patrick Depailler     | 4, 6, 9          |
| Elf Team Tyrrell                   | Tyrrell      | 007     | Ford Cosworth DFV 3.0 V8 | G     | 3   | Jody Scheckter        | 4-15             |
| Elf Team Tyrrell                   | Tyrrell      | 007     | Ford Cosworth DFV 3.0 V8 | G     | 4   | Patrick Depailler     | 5, 7-8, 10-15    |
| Marlboro Team McLaren              | McLaren      | M23     | Ford Cosworth DFV 3.0 V8 | G     | 5   | Emerson Fittipaldi    | Todas            |
| Marlboro Team McLaren              | McLaren      | M23     | Ford Cosworth DFV 3.0 V8 | G     | 6   | Denny Hulme           | 1-3, 5-15        |
| Marlboro Team McLaren              | McLaren      | M23     | Ford Cosworth DFV 3.0 V8 | G     | 56  | Denny Hulme           | 4                |
| Motor Racing Developments          | Brabham      | BT44    | Ford Cosworth DFV 3.0 V8 | G     | 7   | Carlos Reutemann      | Todas            |
| Motor Racing Developments          | Brabham      | BT44    | Ford Cosworth DFV 3.0 V8 | G     | 8   | Richard Robarts       | 1-3              |
| Motor Racing Developments          | Brabham      | BT44    | Ford Cosworth DFV 3.0 V8 | G     | 8   | Rikky von Opel        | 4-9              |
| Motor Racing Developments          | Brabham      | BT44    | Ford Cosworth DFV 3.0 V8 | G     | 8   | José Carlos Pace      | 10-15            |
| Motor Racing Developments          | Brabham      | BT42    | Ford Cosworth DFV 3.0 V8 | G     | 34  | Teddy Pilette         | 5                |
| March Engineering                  | March        | 741     | Ford Cosworth DFV 3.0 V8 | G     | 9   | Hans Joachim Stuck    | 1-6, 8-15        |
| March Engineering                  | March        | 741     | Ford Cosworth DFV 3.0 V8 | G     | 9   | Reine Wisell          | 7                |
| March Engineering                  | March        | 741     | Ford Cosworth DFV 3.0 V8 | G     | 10  | Howden Ganley         | 1-2              |
| March Engineering                  | March        | 741     | Ford Cosworth DFV 3.0 V8 | G     | 10  | Vittorio Brambilla    | 3-15             |
| Scuderia Ferrari SpA SEFAC         | Ferrari      | 312B3   | Ferrari 001/11 3.0 F12   | G     | 11  | Clay Regazzoni        | Todas            |
| Scuderia Ferrari SpA SEFAC         | Ferrari      | 312B3   | Ferrari 001/11 3.0 F12   | G     | 12  | Niki Lauda            | Todas            |
| Team Motul BRM                     | BRM          | P160E   | BRM P142 3.0 V12         | F     | 14  | Jean-Pierre Beltoise  | 1-2              |
| Team Motul BRM                     | BRM          | P160E   | BRM P142 3.0 V12         | F     | 15  | Henri Pescarolo       | 1-6, 8           |
| Team Motul BRM                     | BRM          | P160E   | BRM P142 3.0 V12         | F     | 37  | François Migault      | 1-6, 9-11        |
| Team Motul BRM                     | BRM          | P201    | BRM P200 V12             | F     | 14  | Jean-Pierre Beltoise  | 3-15             |
| Team Motul BRM                     | BRM          | P201    | BRM P200 V12             | F     | 15  | Henri Pescarolo       | 7, 9-13          |
| Team Motul BRM                     | BRM          | P201    | BRM P200 V12             | F     | 15  | Chris Amon            | 14-15            |
| Team Motul BRM                     | BRM          | P201    | BRM P200 V12             | F     | 37  | François Migault      | 8, 13            |
| UOP Shadow Racing Team             | Shadow       | DN1     | Ford Cosworth DFV 3.0 V8 | G     | 17  | Jean-Pierre Jarier    | 1-2              |
| UOP Shadow Racing Team             | Shadow       | DN3     | Ford Cosworth DFV 3.0 V8 | G     | 16  | Peter Revson          | 1-2              |
| UOP Shadow Racing Team             | Shadow       | DN3     | Ford Cosworth DFV 3.0 V8 | G     | 16  | Brian Redman          | 4-6              |
| UOP Shadow Racing Team             | Shadow       | DN3     | Ford Cosworth DFV 3.0 V8 | G     | 16  | Bertil Roos           | 7                |
| UOP Shadow Racing Team             | Shadow       | DN3     | Ford Cosworth DFV 3.0 V8 | G     | 16  | Tom Pryce             | 8-15             |
| UOP Shadow Racing Team             | Shadow       | DN3     | Ford Cosworth DFV 3.0 V8 | G     | 17  | Jean-Pierre Jarier    | 4-15             |
| Team Surtees                       | Surtees      | TS16    | Ford Cosworth DFV 3.0 V8 | F     | 18  | José Carlos Pace      | 1-7              |
| Team Surtees                       | Surtees      | TS16    | Ford Cosworth DFV 3.0 V8 | F     | 18  | Derek Bell            | 10-14            |
| Team Surtees                       | Surtees      | TS16    | Ford Cosworth DFV 3.0 V8 | F     | 18  | José Dolhem           | 15               |
| Team Surtees                       | Surtees      | TS16    | Ford Cosworth DFV 3.0 V8 | F     | 19  | Jochen Mass           | 1-2              |
| Team Surtees                       | Surtees      | TS16    | Ford Cosworth DFV 3.0 V8 | F     | 19  | Jean-Pierre Jabouille | 12               |
| Team Surtees                       | Surtees      | TS16    | Ford Cosworth DFV 3.0 V8 | F     | 19  | José Dolhem           | 13               |
| Team Surtees                       | Surtees      | TS16    | Ford Cosworth DFV 3.0 V8 | F     | 19  | Helmuth Koinigg       | 14-15            |
| Bang & Olufsen Team Surtees        | Surtees      | TS16    | Ford Cosworth DFV 3.0 V8 | F     | 18  | José Carlos Pace      | 3-7              |
| Bang & Olufsen Team Surtees        | Surtees      | TS16    | Ford Cosworth DFV 3.0 V8 | F     | 18  | José Dolhem           | 9                |
| Bang & Olufsen Team Surtees        | Surtees      | TS16    | Ford Cosworth DFV 3.0 V8 | F     | 18  | Derek Bell            | 10-11            |
| Bang & Olufsen Team Surtees        | Surtees      | TS16    | Ford Cosworth DFV 3.0 V8 | F     | 19  | Jochen Mass           | 3-11             |
| Memphis International Team Surtees | Surtees      | TS16    | Ford Cosworth DFV 3.0 V8 | F     | 30  | Dieter Quester        | 12               |
| Frank Williams Racing Cars         | Iso-Marlboro | FW      | Ford Cosworth DFV 3.0 V8 | F     | 20  | Arturo Merzario       | Todas            |
| Frank Williams Racing Cars         | Iso-Marlboro | FW      | Ford Cosworth DFV 3.0 V8 | F     | 20  | Richard Robarts       | 7                |
| Frank Williams Racing Cars         | Iso-Marlboro | FW      | Ford Cosworth DFV 3.0 V8 | F     | 21  | Tom Belsø             | 3-4, 7, 10       |
| Frank Williams Racing Cars         | Iso-Marlboro | FW      | Ford Cosworth DFV 3.0 V8 | F     | 21  | Gijs van Lennep       | 5, 8             |
| Frank Williams Racing Cars         | Iso-Marlboro | FW      | Ford Cosworth DFV 3.0 V8 | F     | 21  | Jean-Pierre Jabouille | 9                |
| Frank Williams Racing Cars         | Iso-Marlboro | FW      | Ford Cosworth DFV 3.0 V8 | F     | 21  | Jacques Laffite       | 11-15            |
| Team Ensign                        | Ensign       | N174    | Ford Cosworth DFV 3.0 V8 | F     | 22  | Rikky von Opel        | 1                |
| Team Ensign                        | Ensign       | N174    | Ford Cosworth DFV 3.0 V8 | F     | 22  | Vern Schuppan         | 5-11             |
| Team Ensign                        | Ensign       | N174    | Ford Cosworth DFV 3.0 V8 | F     | 22  | Mike Wilds            | 12, 14-15        |
| Team Ensign                        | Ensign       | N174    | Ford Cosworth DFV 3.0 V8 | F     | 25  | Mike Wilds            | 13               |
| Scribante Lucky Strike Racing      | McLaren      | M23     | Ford Cosworth DFV 3.0 V8 | G     | 23  | Dave Charlton         | 3                |
| AAW Racing Team                    | Surtees      | TS16    | Ford Cosworth DFV 3.0 V8 | F     | 44  | Leo Kinnunen          | 5                |
| AAW Racing Team                    | Surtees      | TS16    | Ford Cosworth DFV 3.0 V8 | F     | 23  | Leo Kinnunen          | 7, 9             |
| AAW Racing Team                    | Surtees      | TS16    | Ford Cosworth DFV 3.0 V8 | F     | 43  | Leo Kinnunen          | 10               |
| Trojan-Taunarac Racing             | Trojan       | T103    | Ford Cosworth DFV 3.0 V8 | F     | 23  | Tim Schenken          | 4, 6, 8, 10-12   |
| Trojan-Taunarac Racing             | Trojan       | T103    | Ford Cosworth DFV 3.0 V8 | F     | 41  | Tim Schenken          | 5                |
| Trojan-Taunarac Racing             | Trojan       | T103    | Ford Cosworth DFV 3.0 V8 | F     | 29  | Tim Schenken          | 13               |
| Hesketh Racing                     | Hesketh      | 308     | Ford Cosworth DFV 3.0 V8 | F     | 24  | James Hunt            | 1-2              |
| Hesketh Racing                     | Hesketh      | 308     | Ford Cosworth DFV 3.0 V8 | G     | 31  | Ian Scheckter         | 12               |
| Hesketh Racing                     | March        | 731     | Ford Cosworth DFV 3.0 V8 | F     | 24  | James Hunt            | 3-15             |
| Maki Engineering                   | Maki         | F101    | Ford Cosworth DFV 3.0 V8 | F     | 25  | Howden Ganley         | 10-11            |
| Embassy Racing with Graham Hill    | Lola         | T370    | Ford Cosworth DFV 3.0 V8 | F     | 26  | Graham Hill           | Todas            |
| Embassy Racing with Graham Hill    | Lola         | T370    | Ford Cosworth DFV 3.0 V8 | F     | 27  | Guy Edwards           | 1-2, 4-11        |
| Embassy Racing with Graham Hill    | Lola         | T370    | Ford Cosworth DFV 3.0 V8 | F     | 27  | Peter Gethin          | 10               |
| Embassy Racing with Graham Hill    | Lola         | T370    | Ford Cosworth DFV 3.0 V8 | F     | 27  | Rolf Stommelen        | 12-15            |
| John Goldie Racing with Hexagon    | Brabham      | BT42    | Ford Cosworth DFV 3.0 V8 | F     | 28  | John Watson           | 1-11             |
| John Goldie Racing with Hexagon    | Brabham      | BT42    | Ford Cosworth DFV 3.0 V8 | F     | 34  | José Carlos Pace      | 9                |
| John Goldie Racing with Hexagon    | Brabham      | BT44    | Ford Cosworth DFV 3.0 V8 | F     | 28  | John Watson           | 12-15            |
| Motor Racing Developments Ltd      | Brabham      | BT44    | Ford Cosworth DFV 3.0 V8 | G     | 8   | José Carlos Pace      | 10-15            |
| Team Gunston                       | Lotus        | 72E     | Ford Cosworth DFV 3.0 V8 | G     | 29  | Ian Scheckter         | 3                |
| Team Gunston                       | Lotus        | 72E     | Ford Cosworth DFV 3.0 V8 | G     | 30  | Paddy Driver          | 3                |
| Pinch Plant Ltd                    | Lyncar       | 006     | Ford Cosworth DFV 3.0 V8 | G     | 29  | John Nicholson        | 10               |
| Chris Amon Racing                  | Amon         | AF101   | Ford Cosworth DFV 3.0 V8 | F     | 30  | Chris Amon            | 4, 6, 11         |
| Chris Amon Racing                  | Amon         | AF101   | Ford Cosworth DFV 3.0 V8 | F     | 22  | Chris Amon            | 13               |
| Chris Amon Racing                  | Amon         | AF101   | Ford Cosworth DFV 3.0 V8 | F     | 30  | Larry Perkins         | 11               |
| Blignaut Lucky Strike Racing       | Tyrrell      | 004     | Ford Cosworth DFV 3.0 V8 | F     | 32  | Eddie Keizan          | 3                |
| Yardley Team McLaren               | McLaren      | M23     | Ford Cosworth DFV 3.0 V8 | G     | 33  | Mike Hailwood         | 1-11             |
| Yardley Team McLaren               | McLaren      | M23     | Ford Cosworth DFV 3.0 V8 | G     | 33  | David Hobbs           | 12-13            |
| Yardley Team McLaren               | McLaren      | M23     | Ford Cosworth DFV 3.0 V8 | G     | 33  | Jochen Mass           | 14-15            |
| Scuderia Finotto                   | Brabham      | BT42    | Ford Cosworth DFV 3.0 V8 | F     | 43  | Gérard Larrousse      | 5, 9             |
| Scuderia Finotto                   | Brabham      | BT42    | Ford Cosworth DFV 3.0 V8 | F     | 32  | Helmuth Koinigg       | 12               |
| Scuderia Finotto                   | Brabham      | BT42    | Ford Cosworth DFV 3.0 V8 | F     | 31  | Carlo Facetti         | 13               |
| Token Racing                       | Token        | RJ02    | Ford Cosworth DFV 3.0 V8 | F     | 42  | Tom Pryce             | 5                |
| Token Racing                       | Token        | RJ02    | Ford Cosworth DFV 3.0 V8 | F     | 42  | David Purley          | 10               |
| Token Racing                       | Token        | RJ02    | Ford Cosworth DFV 3.0 V8 | F     | 32  | Ian Ashley            | 11               |
| Token Racing                       | Token        | RJ02    | Ford Cosworth DFV 3.0 V8 | F     | 35  | Ian Ashley            | 12               |
| Dempster International Racing Team | March        | 731     | Ford Cosworth DFV 3.0 V8 | F     | 35  | Mike Wilds            | 10               |
| Chequered Flag                     | Brabham      | BT42    | Ford Cosworth DFV 3.0 V8 | G     | 42  | Ian Ashley            | 14-15            |
| Team Canada F1 Racing              | Brabham      | BT42    | Ford Cosworth DFV 3.0 V8 | G     | 50  | Eppie Wietzes         | 14               |
| Vel's Parnelli Jones Racing        | Parnelli     | VPJ4    | Ford Cosworth DFV 3.0 V8 | F     | 55  | Mario Andretti        | 14-15            |
| Penske Cars                        | Penske       | PC1     | Ford Cosworth DFV 3.0 V8 | G     | 66  | Mark Donohue          | 14-15            |
| Allied Polymer Group               | Brabham      | BT42    | Ford Cosworth DFV 3.0 V8 | G     | 208 | Lella Lombardi        | 10               |

## Calendário
| Prova | Grande Prêmio       | Data           | Local                |
| ----- | ------------------- | -------------- | -------------------- |
| 1     | GP da Argentina     | 13 de Janeiro  | Oscar Gálvez         |
| 2     | GP do Brasil        | 27 de Janeiro  | Interlagos           |
| 3     | GP da África do Sul | 31 de Março    | Kyalami              |
| 4     | GP da Espanha       | 28 de Abril    | Jarama               |
| 5     | GP da Bélgica       | 12 de Maio     | Nivelles-Baulers     |
| 6     | GP de Mônaco        | 26 de Maio     | Monte Carlo          |
| 7     | GP da Suécia        | 9 de Junho     | Scandinavian Raceway |
| 8     | GP da Holanda       | 23 de Junho    | Zandvoort            |
| 9     | GP da França        | 7 de Julho     | Dijon-Prenois        |
| 10    | GP da Inglaterra    | 21 de Julho    | Brands Hatch         |
| 11    | GP da Alemanha      | 4 de Agosto    | Nürburgring          |
| 12    | GP da Áustria       | 18 de Agosto   | Österreichring       |
| 13    | GP da Itália        | 8 de Setembro  | Monza                |
| 14    | GP do Canadá        | 22 de Setembro | Mosport Park         |
| 15    | GP dos EUA          | 6 de Outubro   | Watkins Glen         |

## Resultados

### Grandes Prêmios
| GP | Grande Prêmio        | Pole Position      | Volta mais rápida | Vencedor           | Equipe       | Descrição |
| -- | -------------------- | ------------------ | ----------------- | ------------------ | ------------ | --------- |
| 1  | GP da Argentina      | Ronnie Peterson    | Clay Regazzoni    | Denny Hulme        | McLaren-Ford | Detalhes  |
| 2  | GP do Brasil         | Emerson Fittipaldi | Clay Regazzoni    | Emerson Fittipaldi | McLaren-Ford | Detalhes  |
| 3  | GP da África do Sul  | Niki Lauda         | Carlos Reutemann  | Carlos Reutemann   | Brabham-Ford | Detalhes  |
| 4  | GP da Espanha        | Niki Lauda         | Niki Lauda        | Niki Lauda         | Ferrari      | Detalhes  |
| 5  | GP da Bélgica        | Clay Regazzoni     | Denny Hulme       | Emerson Fittipaldi | McLaren-Ford | Detalhes  |
| 6  | GP de Mônaco         | Niki Lauda         | Ronnie Peterson   | Ronnie Peterson    | Lotus-Ford   | Detalhes  |
| 7  | GP da Suécia         | Patrick Depailler  | Patrick Depailler | Jody Scheckter     | Tyrrell-Ford | Detalhes  |
| 8  | GP dos Países Baixos | Niki Lauda         | Ronnie Peterson   | Niki Lauda         | Ferrari      | Detalhes  |
| 9  | GP da França         | Niki Lauda         | Jody Scheckter    | Ronnie Peterson    | Lotus-Ford   | Detalhes  |
| 10 | GP da Grã-Bretanha   | Niki Lauda         | Niki Lauda        | Jody Scheckter     | Tyrrell-Ford | Detalhes  |
| 11 | GP da Alemanha       | Niki Lauda         | Jody Scheckter    | Clay Regazzoni     | Ferrari      | Detalhes  |
| 12 | GP da Áustria        | Niki Lauda         | Clay Regazzoni    | Carlos Reutemann   | Brabham-Ford | Detalhes  |
| 13 | GP da Itália         | Niki Lauda         | Carlos Pace       | Ronnie Peterson    | Lotus-Ford   | Detalhes  |
| 14 | GP do Canadá         | Emerson Fittipaldi | Niki Lauda        | Emerson Fittipaldi | McLaren-Ford | Detalhes  |
| 15 | GP dos EUA           | Carlos Reutemann   | Carlos Pace       | Carlos Reutemann   | Brabham-Ford | Detalhes  |

### Classificação Mundial de Pilotos
| Pos | Piloto                | ARG | BRA | RSA | ESP | BEL | MON | SWE | NED | FRA | GBR | GER | AUT | ITA | CAN | USA | Pontos |
| --- | --------------------- | --- | --- | --- | --- | --- | --- | --- | --- | --- | --- | --- | --- | --- | --- | --- | ------ |
| 1   | Emerson Fittipaldi    | 10  | 1   | 7   | 3   | 1   | 5   | 4   | 3   | Ret | 2   | Ret | Ret | 2   | 1   | 4   | 55     |
| 2   | Clay Regazzoni        | 3   | 2   | Ret | 2   | 4   | 4   | Ret | 2   | 3   | 4   | 1   | 5   | Ret | 2   | 11  | 52     |
| 3   | Jody Scheckter        | Ret | 13  | 8   | 5   | 3   | 2   | 1   | 5   | 4   | 1   | 2   | Ret | 3   | Ret | Ret | 45     |
| 4   | Niki Lauda            | 2   | Ret | 16  | 1   | 2   | Ret | Ret | 1   | 2   | 5   | Ret | Ret | Ret | Ret | Ret | 38     |
| 5   | Ronnie Peterson       | 13  | 6   | Ret | Ret | Ret | 1   | Ret | 8   | 1   | 10  | 4   | Ret | 1   | 3   | Ret | 35     |
| 6   | Carlos Reutemann      | 7   | 7   | 1   | Ret | Ret | Ret | Ret | 12  | Ret | 6   | 3   | 1   | Ret | 9   | 1   | 32     |
| 7   | Denny Hulme           | 1   | 12  | 9   | 6   | 6   | Ret | Ret | Ret | 6   | 7   | Ret | 2   | 6   | 6   | Ret | 20     |
| 8   | James Hunt            | Ret | 9   | Ret | 10  | Ret | Ret | 3   | Ret | Ret | Ret | Ret | 3   | Ret | 4   | 3   | 15     |
| 9   | Patrick Depailler     | 6   | 8   | 4   | 8   | Ret | 9   | 2   | 6   | 8   | Ret | Ret | Ret | 11  | 5   | 6   | 14     |
| 10  | Jacky Ickx            | Ret | 3   | Ret | Ret | Ret | Ret | Ret | 11  | 5   | 3   | 5   | Ret | Ret | 13  | Ret | 12     |
| 11  | Mike Hailwood         | 4   | 5   | 3   | 9   | 7   | Ret | Ret | 4   | 7   | Ret | 15  |     |     |     |     | 12     |
| 12  | José Carlos Pace      | Ret | 4   | 11  | 13  | Ret | Ret | Ret |     | NQ  | 9   | 12  | Ret | 5   | 8   | 2   | 11     |
| 13  | Jean-Pierre Beltoise  | 5   | 10  | 2   | Ret | 5   | Ret | Ret | Ret | 10  | 12  | Ret | Ret | Ret | NC  | NQ  | 10     |
| 14  | Jean-Pierre Jarier    | Ret | Ret |     | Ret | 13  | 3   | 5   | Ret | 12  | Ret | 8   | 8   | Ret | Ret | 10  | 6      |
| 15  | John Watson           | 12  | Ret | Ret | 11  | 11  | 6   | 11  | 7   | 16  | 11  | Ret | 4   | 7   | Ret | 5   | 6      |
| 16  | Hans Joachim Stuck    | Ret | Ret | 5   | 4   | Ret | Ret |     | Ret | NQ  | Ret | 7   | 11  | Ret | Ret | NQ  | 5      |
| 17  | Arturo Merzario       | Ret | Ret | 6   | Ret | Ret | Ret |     | Ret | 9   | Ret | Ret | Ret | 4   | Ret | Ret | 4      |
| 18  | Graham Hill           | Ret | 11  | 12  | Ret | 8   | 7   | 6   | Ret | 13  | 13  | 9   | 12  | 8   | 14  | 8   | 1      |
| 19  | Tom Pryce             |     |     |     |     | Ret |     |     | Ret | Ret | 8   | 6   | Ret | 10  | Ret | NC  | 1      |
| 20  | Vittorio Brambilla    |     |     | 10  |     | 9   | Ret | 10  | 10  | 11  | Ret | 13  | 6   | Ret | NQ  | Ret | 1      |
| 21  | Guy Edwards           | 11  | Ret |     | NQ  | 12  | 8   | 7   | Ret | 15  |     | NQ  |     |     |     |     | 0      |
| 22  | David Hobbs           |     |     |     |     |     |     |     |     |     |     |     | 7   | 9   |     |     | 0      |
| 23  | Jochen Mass           | Ret | 17  | Ret | Ret | Ret |     | Ret | Ret | Ret | 14  | Ret |     |     | 16  | 7   | 0      |
| 24  | Brian Redman          |     |     |     | 7   | 18  | Ret |     |     |     |     |     |     |     |     |     | 0      |
| 25  | Mario Andretti        |     |     |     |     |     |     |     |     |     |     |     |     |     | 7   | DSQ | 0      |
| 26  | Howden Ganley         | 8   | Ret |     |     |     |     |     |     |     | NQ  | NQ  |     |     |     |     | 0      |
| 27  | Tom Belsø             |     |     | Ret | NQ  |     |     | 8   |     |     | NQ  |     |     |     |     |     | 0      |
| 28  | Rikky von Opel        |     |     |     | Ret | Ret | NQ  | 9   | 9   | NQ  |     |     |     |     |     |     | 0      |
| 29  | Henri Pescarolo       | 9   | 14  | 18  | 12  | Ret | Ret | Ret | Ret | Ret | Ret | 10  |     | Ret |     |     | 0      |
| 30  | Chris Amon            |     |     |     | Ret |     |     |     |     |     |     | NQ  |     | NQ  | NC  | 9   | 0      |
| 31  | Dieter Quester        |     |     |     |     |     |     |     |     |     |     |     | 9   |     |     |     | 0      |
| 32  | Tim Schenken          |     |     |     | 14  | 10  | Ret |     | NQ  |     | Ret | NQ  | 10  | Ret |     | DSQ | 0      |
| 33  | Helmuth Koinigg       |     |     |     |     |     |     |     |     |     |     |     | NQ  |     | 10  | Ret | 0      |
| 34  | Rolf Stommelen        |     |     |     |     |     |     |     |     |     |     |     | Ret | Ret | 11  | 12  | 0      |
| 35  | Derek Bell            |     |     |     |     |     |     |     |     |     | NQ  | 11  | NQ  | NQ  | NQ  |     | 0      |
| 36  | Mark Donohue          |     |     |     |     |     |     |     |     |     |     |     |     |     | 12  | Ret | 0      |
| 37  | Ian Scheckter         |     |     | 13  |     |     |     |     |     |     |     |     | NQ  |     |     |     | 0      |
| 38  | François Migault      | Ret | 16  | 15  | Ret | 16  | Ret |     | Ret | 14  | NC  | NQ  |     | Ret |     |     | 0      |
| 39  | Ian Ashley            |     |     |     |     |     |     |     |     |     |     | 14  | NC  |     | NQ  | NQ  | 0      |
| 40  | Gijs van Lennep       |     |     |     |     | 14  |     |     | NQ  |     |     |     |     |     |     |     | 0      |
| 41  | Eddie Keizan          |     |     | 14  |     |     |     |     |     |     |     |     |     |     |     |     | 0      |
| 42  | Richard Robarts       | Ret | 15  | 17  |     |     |     | NQ  |     |     |     |     |     |     |     |     | 0      |
| 43  | Vern Schuppan         |     |     |     |     | 15  | Ret | Ret | DSQ | NQ  | NQ  | Ret |     |     |     |     | 0      |
| 44  | Jacques Laffite       |     |     |     |     |     |     |     |     |     |     | Ret | NC  | Ret | 15  | Ret | 0      |
| 45  | Teddy Pilette         |     |     |     |     | 17  |     |     |     |     |     |     |     |     |     |     | 0      |
| 46  | Dave Charlton         |     |     | 19  |     |     |     |     |     |     |     |     |     |     |     |     | 0      |
| 47  | Mike Wilds            |     |     |     |     |     |     |     |     |     | NQ  |     | NQ  | NQ  | NQ  | NC  | 0      |
| 48  | Reine Wisell          |     |     |     |     |     |     | Ret |     |     |     |     |     |     |     |     | 0      |
| 49  | José Dolhem           |     |     |     |     |     |     |     |     | NQ  |     |     |     | NQ  |     | Ret | 0      |
| 50  | Leo Kinnunen          |     |     |     |     | NQ  |     | Ret |     | NQ  | NQ  |     | NQ  | NQ  |     |     | 0      |
| 51  | Peter Revson          | Ret | Ret |     |     |     |     |     |     |     |     |     |     |     |     |     | 0      |
| 52  | Gérard Larrousse      |     |     |     |     | Ret |     |     |     | NQ  |     |     |     |     |     |     | 0      |
| 53  | Eppie Wietzes         |     |     |     |     |     |     |     |     |     |     |     |     |     | Ret |     | 0      |
| 54  | Bertil Roos           |     |     |     |     |     |     | Ret |     |     |     |     |     |     |     |     | 0      |
| 55  | Paddy Driver          |     |     | Ret |     |     |     |     |     |     |     |     |     |     |     |     | 0      |
| 56  | Peter Gethin          |     |     |     |     |     |     |     |     |     | Ret |     |     |     |     |     | 0      |
| —   | Jean-Pierre Jabouille |     |     |     |     |     |     |     |     | NQ  |     |     | NQ  |     |     |     | -      |
| —   | David Purley          |     |     |     |     |     |     |     |     |     | NQ  |     |     |     |     |     | -      |
| —   | Carlo Facetti         |     |     |     |     |     |     |     |     |     |     |     |     | NQ  |     |     | -      |
| —   | Lella Lombardi        |     |     |     |     |     |     |     |     |     | NQ  |     |     |     |     |     | -      |
| —   | Larry Perkins         |     |     |     |     |     |     |     |     |     |     | NQ  |     |     |     |     | -      |
| —   | John Nicholson        |     |     |     |     |     |     |     |     |     | NQ  |     |     |     |     |     | -      |
| Pos | Piloto                | ARG | BRA | RSA | ESP | BEL | MON | SWE | NED | FRA | GBR | GER | AUT | ITA | CAN | USA | Pontos |

| Cor        | Resultado             |
| ---------- | --------------------- |
| Ouro       | Vencedor              |
| Prata      | 2.º lugar             |
| Bronze     | 3.º lugar             |
| Verde      | Terminou, nos pontos  |
| Azul       | Terminou, sem pontos  |
| Púrpura    | Ret – Retirou-se      |
| Vermelho   | NQ – Não qualificado  |
| Preto      | DSQ – Desqualificado  |
| Branco     | NL – Não largou       |
| Branco     | C – Corrida cancelada |
| Azul claro | AT – Apenas Treino    |
| Sem cor    | NP – Não participou   |
| Sem cor    | Les – Lesionado       |
| Sem cor    | EX – Excluído         |

Em negrito indica pole position e em itálico indica volta mais rápida.

### Construtores
| Pos | Construtor   | Chassis | Motor             | Pneu | Vitórias | Pódiums | Poles | Subtotal de Pontos | Total de Pontos |
| --- | ------------ | ------- | ----------------- | ---- | -------- | ------- | ----- | ------------------ | --------------- |
| 1   | McLaren      | M23     | Ford Cosworth DFV | G    | 4        | 10      | 2     | (75)               | 73              |
| 2   | Ferrari      | 312B3   | Ferrari 001/11    | G    | 3        | 12      | 10    | 65                 | 65              |
| 3   | Tyrrell      | 005     | Ford Cosworth DFV | G    |          |         |       | 4                  | 52              |
| 3   | Tyrrell      | 006     | Ford Cosworth DFV | G    |          |         |       |                    | 52              |
| 3   | Tyrrell      | 007     | Ford Cosworth DFV | G    | 2        | 7       | 1     | 48                 | 52              |
| 4   | Lotus        | 72E     | Ford Cosworth DFV | G    | 3        | 6       | 1     | 39                 | 42              |
| 4   | Lotus        | 76      | Ford Cosworth DFV | G    |          |         |       | 3                  | 42              |
| 5   | Brabham      | BT42    | Ford Cosworth DFV | F    |          |         |       | 1                  | 35              |
| 5   | Brabham      | BT44    | Ford Cosworth DFV | G    | 3        | 5       | 1     | 34                 | 35              |
| 6   | Hesketh      | 308     | Ford Cosworth DFV | F    |          |         |       |                    | 15              |
| 6   | Hesketh      | 308     | Ford Cosworth DFV | G    |          | 3       |       | 15                 | 15              |
| 7   | BRM          | 160E    | BRM P142          | F    |          |         |       | 2                  | 10              |
| 7   | BRM          | P201    | BRM P142          | F    |          | 1       |       | 8                  | 10              |
| 8   | Shadow       | DN3     | Ford Cosworth DFV | G    |          | 1       |       | 7                  | 7               |
| 9   | March        | 731     | Ford Cosworth DFV | F    |          |         |       |                    | 6               |
| 9   | March        | 741     | Ford Cosworth DFV | G    |          |         |       | 6                  | 6               |
| 10  | Iso Marlboro | FW      | Ford Cosworth DFV | F    |          |         |       | 4                  | 4               |
| 11  | Surtees      | TS16    | Ford Cosworth DFV | F    |          |         |       | 3                  | 3               |
| 12  | Lola         | T370    | Ford Cosworth DFV | F    |          |         |       | 1                  | 1               |
| 13  | Parnelli     | VJ4     | Ford Cosworth DFV | F    |          |         |       | 0                  | 0               |
| 14  | Trojan       | T103    | Ford Cosworth DFV | F    |          |         |       | 0                  | 0               |
| 15  | Penske       | PC1     | Ford Cosworth DFV | G    |          |         |       | 0                  | 0               |
| 16  | Token        | RJ02    | Ford Cosworth DFV | F    |          |         |       | 0                  | 0               |
| 17  | Ensign       | N174    | Ford Cosworth DFV | F    |          |         |       | 0                  | 0               |
| -   | Amon         | AF101   | Ford Cosworth DFV | F    |          |         |       | -                  | -               |
| -   | Maki         | F101    | Ford Cosworth DFV | F    |          |         |       | -                  | -               |
| -   | Lyncar       | 006     | Ford Cosworth DFV | G    |          |         |       | -                  | -               |

### Corridas fora do campeonato
Outras corridas de fórmula 1 disputadas em 1974, que não valeram pontos para o campeonato.
| Evento                          | Circuito     | Data           | Vencedor           | Construtor       | Descrição |
| ------------------------------- | ------------ | -------------- | ------------------ | ---------------- | --------- |
| Grande Prêmio Presidente Médici | Brasília     | 3 de Fevereiro | Emerson Fittipaldi | McLaren-Cosworth | Detalhes  |
| IX Race of Champions            | Brands Hatch | 17 de Março    | Jacky Ickx         | Lotus-Cosworth   | Detalhes  |
| XXVI BRDC International Trophy  | Silverstone  | 7 de Abril     | James Hunt         | Hesketh-Cosworth | Detalhes  |